# Nadine Rennack
Nadine Rennack (* 23. August 1983) ist eine deutsche Schauspielerin.
Rennack war von Mitte Dezember 2008 bis Anfang März 2010 in der RTL-Daily-Soap Alles was zählt als Hauptrolle Stella Coretti zu sehen. Dies war ihr Fernsehdebüt. Davor hat sie während ihrer Schauspielausbildung kleinere Rollen in Theaterstücken gespielt.
2010 übernahm Rennack die Hauptrolle im Kurzfilm Lady Pochoir.

## Filmografie
- 2008–2010: Alles was zählt (Fernsehserie)
- 2010: Lady Pochoir (Kurzfilm)[1]
- 2013: Inga Lindström – Wer, wenn nicht Du